# Cochliobolus dactyloctenii
Cochliobolus dactyloctenii är en svampart som beskrevs av Alcorn 1982. Cochliobolus dactyloctenii ingår i släktet Cochliobolus och familjen Pleosporaceae.   Inga underarter finns listade i Catalogue of Life.